# 塞扬
塞扬（法語：Seillans，法語發音：[sɛjɑ̃]）是法国普罗旺斯-阿尔卑斯-蓝色海岸大区瓦尔省的一个市镇，位于该省东北部，属于德拉吉尼昂区。

## 地理
塞扬（43°38'10"N, 6°38'36"E）面积88.66 平方千米，位于法国普罗旺斯-阿尔卑斯-蓝色海岸大区瓦尔省，该省份为法国东南部沿海省份，北起上普罗旺斯阿尔卑斯省，西北角与沃克吕兹省接壤，西接罗讷河口省，南濒地中海，东临滨海阿尔卑斯省。
与塞扬接壤的市镇（或旧市镇、城区）包括：拉罗克埃斯克拉蓬、巴尔热姆、巴尔热蒙、卡拉斯、克拉维耶、阿尔蒂比河畔孔普斯、法扬斯、蒙斯、圣保罗昂福雷。

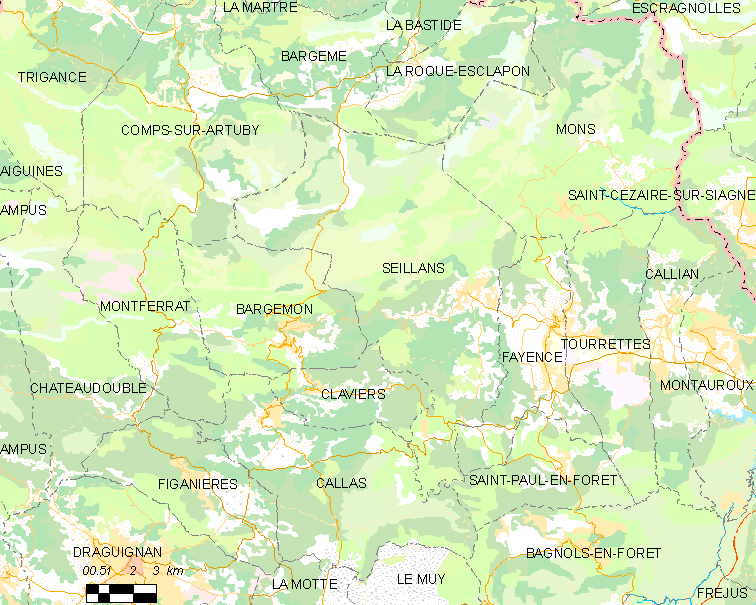
塞扬的OSM定位图

塞扬的时区为UTC+01:00、UTC+02:00（夏令时）。

## 行政
塞扬的邮政编码为83440，INSEE市镇编码为83124。

## 政治
塞扬所属的省级选区为阿尔让河畔罗克布吕讷县。

## 人口

1962-2008年间塞扬人口变化图示

塞扬于2022年1月1日时的人口数量为2852人。